# فندك
فندك (بالكردية: Findikê؛ بالتركية: Fındık) هي بلدة كردية تتبع إداريّاً لمديرية كوجليقوناق التابعة لولاية شرناق في جنوب شرق تركيا بمنطقة كردستان تركيا. بلغ عدد سكانها 2,147 نسمة في عام 2021.